# Cory Underwood
Cory Allen Underwood (Queens, 13 febbraio 1980) è un ex cestista statunitense, professionista nella NBDL.